# Arica (provincie)
Arica is een provincie van Chili in de regio Arica y Parinacota. De provincie telde 222.619 inwoners in 2017 en heeft een oppervlakte van 8726 km². Hoofdstad is Arica.

## Gemeenten
Arica is verdeeld in twee gemeenten:
- Arica
- Camarones